# Barteria nigritana
Barteria nigritana là một loài thực vật có hoa trong họ Lạc tiên. Loài này được Hook.f. mô tả khoa học đầu tiên năm 1861.